# Ali Turan
Ali Turan (* 6. September 1983 in Kayseri) ist ein türkischer Fußballspieler.

## Karriere
Ali Turan begann seine Karriere in der Saison 2002/03 bei Kayserispor in der türkischen Süper Lig. Dort spielte er durchgehend bis 2007. Er wechselte in der Rückrunde der Saison 2006/07 auf Leihbasis zum Lokalrivalen Kayseri Erciyesspor. In der Saison 2009/10 wurde Turan zum Kapitän von Kayserispor genannt. 
In der Winterpause der Saison 2009/10 wollte Galatasaray Istanbul den Verteidiger vor seinem Vertragsende im Sommer verpflichten. Man konnte sich mit dem Verein jedoch nicht einigen, weshalb der Wechsel platzte. Turan wollte trotz der Absage im Sommer ablösefrei zu Galatasaray wechseln und verweigerte weitere Verhandlungen mit anderen Klubs. Kayserispor suspendierte ihn für unbestimmte Zeit aus dem Kader. 
Sein Vertrag mit Kayserispor wurde nach der Wintertransferperiode gekündigt. Er unterschrieb daraufhin einen Vertrag bei Galatasaray, der ab dem 1. Juni 2010 gültig ist. Seit dem 21. April 2010 nahm Ali Turan am Training von Gala teil. Während der Winterpause der Saison 2010/11 wurde sein Vertrag bei Galatasaray aufgelöst.
Nach dem Abschied von Galatasaray wechselte er zum südtürkischen Erstligisten Antalyaspor. Hier spielte er eineinhalb Spielzeiten lang. Nachdem Antalyaspor die Saison 2011/12 ganz knapp dem Abstieg entrungen war, wurde eine Rrvision im Kader beschlossen. Mann trennte sich von vielen gestandenen Spielern, u. a. von Turan.
Im Frühsommer 2012 wurde der Wechsel Turans zum Ligakonkurrenten Gaziantepspor bekanntgegeben. Er nahm mit diesem Verein am Saisonvorbereitungscamp teil und löste anschließend wegen Differenzen mit dem Trainerstab seinen Vertrag auf. Kurz vor dem Ende der Sommertransferperiode wechselte er zum Zweitligisten Torku Konyaspor.

## Erfolg
Kayserispor
- Türkischer Pokalsieger: 2008

Konyaspor
- Türkischer Pokalsieger: 2017
- Türkischer Fußball-Supercup-Sieger: 2017